# Donato
Donato – miejscowość i gmina we Włoszech, w regionie Piemont, w prowincji Biella.
Według danych na styczeń 2009 gminę zamieszkiwało 712 osób przy gęstości zaludnienia 60,3 os./1 km².